# 朴泳孝
朴 泳孝（ぼく えいこう、パク・ヨンヒョ、朝鮮語: 박영효、1861年7月19日 - 1939年9月20日）は、李氏朝鮮末期から大韓帝国期の政治家で、日本統治時代の朝鮮における貴族で実業家。日本名は山崎 永春。本貫は潘南朴氏。

## 生涯
判書大監朴元陽の子として京畿道水原に生まれた。金玉均らと共に開化党（独立党）を結党した。独立党の中心メンバーは若く、多くが将来を嘱望される両班の令息たちだった。
朴泳孝、洪英植、徐光範らは、いずれも政権中枢の重職を担う最高級の官僚を父にもつ、いわば貴公子たちであった。なかでも朴泳孝は前国王（哲宗）の娘婿で、王家から錦陵尉の称号を与えられた準王族、貴公子中の貴公子だった。
光緒5年（1879年）、金玉均らと共に李東仁を日本に密出国させ、日本の情勢を探らせた。福澤諭吉の支援を受け、光緒8年（1882年）、壬午政変（壬午軍乱）の謝罪のために派遣された謝罪使（副使は金晩植と金玉均であった）として日本に向かう船上で、現在の大韓民国国旗である太極旗のデザインを考案したとされる。朴泳孝が日本に派遣された4ヶ月間のことを記した日記『使和記略』によると、8月9日に仁川から日本船籍の明治丸に乗り日本へと向かった朴泳孝らは、船内でイギリス領事アストンとイギリス人船長ジェームスにそれまで国旗として提案されていた八卦と太極文様を描いた古太極図を見せて国旗について相談したところ、船長が八卦が複雑で区別しにくく他国がこれを見て作るのに不便であると述べたため、四卦を削り、残りの四卦を45°傾けて四隅に配した図案が提案され、大・中・小3本の太極旗が作られたという。8月14日、神戸に到着した一行は宿泊した西村旅館にはじめて太極旗を掲げ、8月22日、太極旗小本とともに国旗制定を本国に報告したという。
帰国後は漢城判尹となり、開化政策を進めるが守旧派（事大党）の反対に遭って挫折。さらに光緒10年（1884年）12月にはクーデターで閔妃派からの政権奪還を図ったが失敗（甲申政変）、日本郵船の「千歳丸」で日本へ亡命。慶應義塾に隣接していた福沢邸に寄食し、転じて神戸に居を構えた。
朴泳孝は、1890年（明治23年）1月の大学部設置以前に入学の慶應義塾の塾生である。
明治27年（1894年）、朝鮮輿地図には“紹隆三寶”の題で、「三寶とは仏教の経典の仏・法・僧のことだが、現世では国家・民衆・君主それぞれの権利にあたる。その意味をお互いに考えよう」（原：왕권과 국토와 국민을 보전하자　訳：王権と 国土と 国民を 保全しよう）と綴っている。
光緒20年（1894年）に甲午改革が始まると、帰国して内務大臣となり、改革の中心的な役割を果たすが、開国504年（1895年）に謀反の疑いをかけられ、再び日本に亡命した。その後光武11年（1907年）に再度韓国に戻り、李完用内閣の宮内府大臣となったが、大臣暗殺陰謀の疑いで済州島に流刑処分とされた。
隆熙4年（1910年）の韓国併合後には侯爵（朝鮮貴族）となり、神宮奉敬会初代総裁（1909年に開会、のち、神宮敬義会が開会。）、朝鮮貴族会会長（1911年）、朝鮮銀行理事（1918年）、朝鮮経済会会長（1919年）、朝鮮維民会会長（1919年）、東亜日報社初代社長（1920年）、朝鮮人産業大会会長（1921年）、朝鮮倶楽部の発起人（1921年11月）、京城紡績社初代社長、朝鮮殖産銀行理事、朝鮮総督府中枢院顧問（1921年）、東光会朝鮮支部初代会長（1922年）、貴族院議員（1932年12月23日就任）など、日本統治下の朝鮮における要職を歴任した。昭和10年（1935年）、 朝鮮総督府が編纂した"朝鮮功労者名鑑"に朝鮮人功労者353人の一人に収録されている。
1912年 秋、明治天皇の葬礼式に朝鮮貴族代表で出席した。

1915年 秋、大正天皇の即位式に朝鮮貴族として出席、
　　　　　　出席者にのみ贈られたのが、大正大礼記念章である。

1927年 冬、大正天皇の葬礼式に朝鮮貴族代表で出席した。

1928年 秋、昭和天皇の即位式に朝鮮貴族として出席、
　　　　　　出席者にのみ贈られたのが、昭和大礼記念章である。
1939年 秋、朝鮮半島での葬礼式は国葬といえる盛大で壮観なもので、
　　　　　　ソウル駅から釜山駅まで特別列車で霊柩を搬送、
　　　　　　慶尚南道知事である山沢和三郎の指揮のもと、
　　　　　　大勢を動員の大葬礼式であった。

## 栄典
- 1924年（大正13年）勲一等 瑞宝章（現・瑞宝大綬章）
- 1925年（大正14年）12月28日 - 正三位[21]
- 1939年（昭和14年）勲一等 旭日大綬章（現・旭日大綬章）
- 9月21日 - 正二位[22]

## 家族

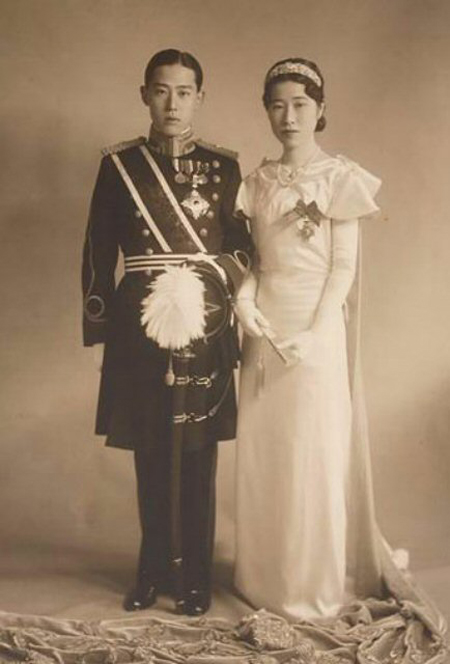
孫娘の朴贊珠（右、1914-1995）。女子学習院卒業後、李鍝と1935年に結婚した。夫没後ソウルで暮らし、81歳で自殺した

妻の永恵翁主は、朝鮮国第25代王哲宗の娘である。系図にすると［淑嬪崔氏（トンイ）━朝鮮国第21代王英祖━思悼世子━朝鮮国第22代王正祖（イ•サン）の異母弟恩彦君━全渓大院君━朝鮮国第25代王哲宗━永恵翁主］である。彼女は哲宗の子のうち唯一10代に達し成婚も、新婚3ヶ月後の1872年に14歳で子が無く逝去。朴泳孝は王婿つまり王族だったが、王婿の再婚は法により禁止ゆえ、哲宗の慈悲で女官達を与えられる。この頃を以って、哲宗の血筋は途絶えている。
朴泳孝には日本人の鳥居サトという妾もおり、二人に振緒（박 진서 , 朴 振緖 , パク チンソ 1893年 ~ ?）という息子もいた。日本にも子孫達を遺した。
長女の朴妙玉は、学校法人愛泉学園（中•高•短）の発祥元“愛泉会”（旧・堺愛泉女学校）の源流“堺女紅場”（現・大阪府立泉陽高等学校）を卒業した友国晴子を校祖とする親和女学校（兵庫県神戸市）における初の外国人卒業生で、朴泳孝父娘と友国晴子はとても親しかった。朴泳孝は、親和女学校に書を遺している。
孫娘の朴贊珠は、李王家の李鍝と結婚した。
次兄の朴泳好は、詩人でもあり一夢居士や西湖散人という名で活躍したが、甲申政変で日本公使館に避難し数年も外出不能、山に隠れ名を変え約10年も潜伏生活、後年はソウルの桂洞に居住した。
従兄の朴泳斌は、韓国併合直前の1910年7月、彼は卞聲淵から金珏均（金玉均の弟）や徐光轍や愈亨濬らと共に正三品に追叙された。

## その他
悲嘆詩 紹介（流刑され悲嘆を詠む漢詩掛軸も画像で紹介）

旧韓末 風雲児 朴泳孝 直筆 大戦で 発見
2004年11月27日、第13回FNSドキュメンタリー大賞ノミネート作品『新たなる交流を求めて～非業の政治家・朴泳孝～』（制作：山陰中央テレビ）が、放送された。
2005年8月29日、韓国の民族問題研究所と親日人名辞典編纂委員会が親日人名辞典の第1回リストを発表、親日派リストに、朴泳孝の名前が掲載されている。また、親日反民族行為者にも認定された。
朴泳孝は白馬に乗って歩き回り、烏山駅 (京畿道) から出発する汽車も朴泳孝が手を挙げて止まらせもしたという話も伝える。この当時に彼の権力が如何ほど強かったかを類推することが出来ただろう。
朴泳孝は、朝鮮国第4代王世宗の娘である貞安翁主の10代先の子孫であり、朝鮮国第25代王哲宗の娘であり妻である永恵翁主の22親等の兄弟であり、朝鮮国第26代王から大韓帝国初代皇帝となった高宗の血統上21親等の甥で戸籍上22親等の兄弟である。
南山韓屋村には、鍾路区寛勲洞から移築された、かつて住んでいた屋敷が存在している。

## 血統
潘南朴氏のうち、直の血統である。（判明部分のみ記載）
順　人物　　続柄　　　時代
①　朴應珠　　　　　　高麗

②　朴宜　　長男　　　高麗

③　朴允茂　長男　　　高麗

④　朴秀　　長男　　　高麗

⑤　朴尙衷　長男　　　高麗〜朝鮮：２７代王 忠粛 ~ ０１代王 太祖

⑥　朴訔　　長男　　　高麗〜朝鮮：３１代王 恭愍 ~ ０４代王 世宗

⑦　朴葵　　長男　　　　　　朝鮮：？？代王 ？？ ~ ０４代王 世宗

⑧　朴秉文　長男

⑨　朴林宗　長男

⑩　朴兆年　次男

⑪　朴紹　　長男　　　　　　朝鮮：０９代王 成宗 ~ １１代王 中宗

⑫　朴應福　四男　　　　　　朝鮮：１１代王 中宗 ~ １４代王 宣祖

⑬　朴東亮　四男　　　　　　朝鮮：１４代王 宣祖 ~ １６代王 仁祖

⑭　朴瀰　　長男　　　　　　朝鮮：１４代王 宣祖 ~ １６代王 仁祖

⑮　朴世橋　長男

⑯　朴泰斗　長男

⑰　朴弼夏　長男

⑱　朴師益　長男

⑲　朴大源　長男

⑳　朴相魯　長男　　　　　　朝鮮：２１代王 英祖 ~ ２２代王 正祖

㉑　朴海壽　次男　　　　　　朝鮮：２１代王 英祖 ~ ２３代王 純祖

㉒　朴齊堂　次男　　　　　　朝鮮：２２代王 正祖 ~ ２５代王 哲宗

㉓　朴元陽　長男　　　　　　朝鮮：２３代王 純祖 ~ ２６代王 高宗

㉔　朴泳孝　三男　　　　　　朝鮮：２５代王 哲宗 ~

　　　　　　　　　　　　　　　　　　大日本帝国：昌徳宮 李王 垠

## 登場作品
判明しているのは９作品
- ｢たいまつ｣ KBS2TVテレビ文学館 1981年 演:ペク·ジュンギ
- ｢風雲｣ KBS大河ドラマ 1982年 演:チョン·ドンファン(替:임성원)
- ｢韓米百年｣ MBC韓米国交百周年ドラマ 1982年 演:キム·ドンヒョン
- ｢独立門｣ KBS大河ドラマ 1984年 演:ミン·ジファン
- ｢朝鮮王朝五百年 大院君編｣ MBCドラマ 1990年 演:イム·ヨンギュ
- ｢歴史のライバル｣ KBS1TV 1994年11月26日 演:キム·ソンチャン
- ｢燦爛たる黎明｣ KBS大河ドラマ 1995年 演:イ·ミヌ
- ｢明成皇后｣ KBS 2001年5月9日~翌年7月18日 演:チャ·チョルスン
- ｢朝鮮ガンマン｣ KBS1TV 2014年6月25日~9月4日 演:チ·スンヒョン